# تعليم جديد
التعليم الجديد في تاريخ الأفكار، يعد التعليم الجديد في أوروبا مصطلحًا يستخدم في مجال إنسانية النهضة، وتم تطويره في أواخر القرن الخامس عشر. وقد أثارت النصوص الكلاسيكية التي تم اكتشافها حديثًا دراسة فقه اللغة للنمط اللاتيني المحسن والكلاسيكي في النثر والشعر.
وقد استخدم هذا المصطلح للإشارة إلى الاتجاهات الأخرى، منها التكوين الجديد للعلاقة بين الكنيسة والفرد والناجمة عن الثورة البروتستانتية.وقد لاحظ المعاصرون ما يلي: قال توماس هاورد، الدوق الثالث لنورفولك بأسى «لقد كنا نشعر بالسعادة في إنجلترا قبل ظهور التعليم الجديد»، فيما يتعلق بقراءة الإنجيل.
وقد كان «للتعليم الجديد» السابق، والذي سبق ذلك بقرنين، هدف مشابه. وفي تلك الحالة، تم اكتشاف النصوص الجديدة الخاصة بأرسطو، والتي كان لها تأثير كبير على المدرسية. وقد ارتبطت مرحلة تالية من مراحل التعليم الجديد في فترة النهضة ببدايات التفكير العلمي الحديث. وفي هذا الإطار، يشار بالبنان إلى فرانسيس بيكون على أنه مرجعية هامة وعامل محفز هام.